# NGC 4848
NGC 4848 ist eine aktive Balken-Spiralgalaxie mit ausgedehnten Sternentstehungsgebieten vom Hubble-Typ SBc im Sternbild Haar der Berenike am Nordsternhimmel. Sie ist schätzungsweise 316 Millionen Lichtjahre von der Milchstraße entfernt und hat einen Durchmesser von etwa 150.000 Lj. Die Galaxie ist Mitglied des Coma-Galaxienhaufens Abell 1656.
Im selben Himmelsareal befinden sich u. a. die Galaxien NGC 4851, NGC 4858, IC 839, IC 3943.
Das Objekt wurde am 21. April 1865 von Heinrich Louis d’Arrest entdeckt.